# Edith Key
Edith Key (1872-1937) fue una sufragista británica.

## Biografía
Nació en enero de 1872 en Ecclesfield, Bradford. Su madre era Grace Procter, operaria de una fábrica. Su padre más probable es Joseph Fawcett, un dueño de un molino local, que firmó un acuerdo para pagar a Grace una pensión semanal hasta que Edith tuvo trece años de edad. Criada por sus tías, Edith se trasladó a Huddersfield poco antes de su décimo cumpleaños. Trabajó en un molino a partir de los 10 años de edad y dejó la escuela a los 13 años de edad.
Edith se casó con Frederick Key, un músico ciego, en marzo de 1891. Juntos abrieron una tienda de música en Huddersfield, viviendo en el piso de arriba.  Frederick era un miembro activo en la política socialista, y Edith pronto se involucró en el movimiento sufragista femenino. Fue secretaria organizadora de la rama de Huddersfield de la Unión Social y Política de Mujeres (WSPU), formada en 1906, en una reunión presidida por Emmeline Pankhurst.
La diligente labor de Edith aseguró un registro completo del período de la historia sufragista local por medio de su libro de actas, depositado en el Servicio de Archivos de West Yorkshire por la nieta de Edith. Es uno de sólo tres libros de actas de la WSPU que se sabe que sobrevivieron, y el único fuera de la rama de Londres, y proporciona una valiosa perspectiva sobre cómo las ramas locales interactuaban con la WSPU, y de las preocupaciones de los miembros de la WSPU lejos de las acciones militantes que tuvieron lugar principalmente en Londres.
Key asistió a varias manifestaciones sufragistas en Londres, en una fue detenida y recluida en la prisión de Holloway durante varios días antes de ser liberada por falta de pruebas. El libro de actas de la WSPU incluye una copia de una carta enviada por Edith en nombre de la rama a sus «queridas amigas» en la cárcel de Holloway, expresando la esperanza de la rama «que su salud, fuerza y resistencia femenina les permita completar sus cometidos».
La casa de Key sobre la tienda de música familiar sirvió como sede regional de la WSPU de Huddersfield. De acuerdo con el hijo de Edith, Archibald, también se convirtió en sede oficial del Partido Laborista Independiente, de la que Frederick era un miembro, y la sala de planificación para la militancia sufragista. A partir de 1913-14, Edith utilizó su casa para ocultar algunas sufragista que evadían la cárcel bajo la denominada Ley del Gato y el Ratón, por la cual se otorgaba libertad a prisioneras en estado de desnutrición que realizaban huelgas de hambre en la cárcel y que eran reencarceladas en cuanto recuperaban su peso normal. Entre aquellas a las que ofreció refugio estuvo Adela Pankhurst, hija de Emmeline Pankhurst.
Edith murió en 1937 a los 65 años, y fue enterrada en el cementerio de Edgerton. Su nombre es recordado en Huddersfield a través de dos organizaciones: el Centro Edith Key, una base para organizaciones comunitarias inaugurado en 2014; y el Edificio Edith Key de la Universidad de Huddersfield, que alberga al Departamento de Psicología de la Facultad de Ciencias Humanas y de la Salud.